# Bhopalapur, Ron
Bhopalapur là một làng thuộc tehsil Ron, huyện Gadag, bang Karnataka, Ấn Độ.